# Валент Старший
Валент Старший (лат. Valens, полная форма имени неизвестна) — римский император-узурпатор в 250 году.
По «Истории Августов» этот Валент был дядей или двоюродным дедом Валента Фессалоникийского, который восстал против власти императора Галлиена в 261 году и был убит своими солдатами. Валент Старший восстал в Иллирике в 250 году и так же, как и его племянник был убит через несколько дней своими солдатами. Вполне возможно, что этим Валентом мог оказаться Юлий Валент, который также восстал в Иллирике в 250 году и был убит также своими солдатами. Его монеты неизвестны.